# Félix Mora
Pour les articles homonymes, voir Mora.
Félix Mora, né le 28 août 1926 à Croix et mort le 31 juillet 1995 à Lens, est un militaire français devenu recruteur pour les Charbonnages de France. Entre 1960 et 1980, il a parcouru le sud du Maroc, recrutant personnellement plusieurs dizaines de milliers de Marocains, pour les envoyer en France travailler dans les mines du Nord et de Lorraine.
Il a laissé un souvenir marquant dans le Sud marocain surtout parmi les populations berbères — des chansons lui sont consacrées, — et chez les milliers de Marocains qu'il a recrutés.

## Biographie
Son père est employé au quotidien La Voix du Nord. Il passe un CAP de compositeur en imprimerie et en 1945, accomplit trois ans de service militaire . D'abord affecté à Lille, à l'intendance, il part faire son service militaire en Algérie. Il y apprend suffisament l’arabe pour être ensuite affecté comme sous-officier au sein d'un goum marocain ( Région d'Agadir) . Félix Mora dira y avoir fait « la justice, l'administration civile, les accouchements… ».
En 1948 ou 1949, alors sous-officier, il lit une annonce, apportée à son bureau, de la Résidence générale française du Maroc indiquant que les Charbonnages de France recherchent de la main-d’œuvre marocaine et donc recrutent un « officier des affaires indigènes, chargé notamment de vérifier s’il n’y avait pas d’exploitation de ladite main-d’œuvre ». Il postule et sa candidature est retenue. Il intègre en 1950 comme chef de service à la Direction de la main-d’œuvre des Houillères. En pleines Trente glorieuses, les Houillères, qui ont été nationalisées quelques années auparavant, peinent de plus en plus à recruter localement pour un métier jugé difficile, dangereux et mal payé.
Félix Mora part d'abord en mission de recrutement en Algérie, mais sans succès. Il va ensuite au Maroc en 1956. Il choisira le Sud rural du pays, qu'il voit comme propice à attirer des candidats à l'émigration. Son entreprise de « présélection » de potentiels ouvriers dans les mines de charbon françaises va rapidement prospérer auprès des jeunes hommes marocains. Il sélectionnera notamment le père de Mariame Tighanimine. Félix Mora, qui parle l'Arabe et le Tachelhit ( langue berbère de l'Anti-Atlas) , en inspecte personnellement des dizaines de milliers dans les années 1960 et 1970, marqués d'un tampon vert s'ils sont déclarés aptes, rouge s'ils sont considérés comme inaptes. Il se targuera aussi, lors de retours dans le bassin minier du Pas-de-Calais, d'œuvres sociales auprès des mineurs marocains.
À la fin de sa carrière aux Houillères, il devient chargé de la « réinsertion professionnelle » d'ouvriers censés revenir au Maroc. Il accompagnera certains de ceux qui feront ce choix, tandis que d'autres resteront en France.

## Pour approfondir